# 場星系
場星系（Field galaxy）是不屬於任何一個更大的星系群的星系，因此它的引力是單獨的。
所有的星系中，與銀河系的距離在5 Mpc（16 Mly）範圍內的，大約80%的星系都屬於同一個星系集團。大多數低表面亮度星系都是場星系。場星系在哈伯類型的中位數是Sb，是螺旋星系的一種。